# Gabeca Pallavolo 2008-2009
Questa voce raccoglie le informazioni riguardanti la Gabeca Pallavolo nelle competizioni ufficiali della stagione 2008-2009.

## Stagione
La stagione 2008-09 è per la Gabeca Pallavolo, sponsorizzata dall'Acqua Paradiso, la ventiduesima consecutiva in Serie A1; ad allenare la squadra di Montichiari viene chiamato Mauro Berruto, mentre la rosa si rinforza soprattutto in attacco con gli inserimenti di Robert Horstink e Jeroen Rauwerdink, oltre al nuovo palleggiatore Mikko Esko, mentre tra le partenze figurano quelle di Marcus Popp, Péter Veres e Abdalla Ahmed.
Il campionato si apre con la vittoria sulla Pallavolo Modena per 3-0, anche se alla seconda giornata arriva la prima sconfitta ad opera della Perugia Volley; seguono tre successi di fila e poi un periodo di alternanza che porta la squadra a chiudere il girone di andata al quinto posto, qualificando il club lombardo alla Coppa Italia. Anche il girone di ritorno si apre con una vittoria, a cui fanno seguito due sconfitte e quattro successi consecutivi: nelle ultime sei giornate la squadra riesce a vincere due partite, perdendone quattro; la regular season si conclude con il sesto posto in classifica, accedendo così ai play-off scudetto. Nei quarti di finale la sfida è contro il Piemonte Volley: la Gabeca Pallavolo vince sia gara 1 che gara 2, ma poi perde le tre sfide successive, venendo estromesso dalla corsa al titolo di campione d'Italia.
Il quinto posto al termine del girone di andata della Serie A1 2008-09 permette la partecipazione alla Coppa Italia: nei quarti di finale incontra la Pallavolo Piacenza, che vince per 3-0, eliminando la Gabeca Pallavolo dal torneo.

## Organigramma societario
Area direttiva
- Presidente: Marcello Gabana
- Vice presidente: Alberto Senini

Area organizzativa
- Team manager: Enrico Marchioni
- Direttore sportivo: Enrico Marchioni
- Segreteria: Elisabetta Lusardi
- Responsabile amministrativo: Silvia Goglione

Area tecnica
- Allenatore: Mauro Berruto
- Allenatore in seconda: Gianlorenzo Blengini
- Scout man: Fabio Gabban

Area comunicazione
- Ufficio stampa: Alberto Pellini, Francesca Treccani

Area marketing
- Responsabile: Alberto Di Martino

Area sanitaria
- Medico: Alex Vesnaver (fino al 21 ottobre 2008), Claudio Benenti (dal 22 ottobre 2008)
- Staff medico: Giacomo Marchi, Claudio Seddio
- Fisioterapista: Leo Arisi, Davide Lama
- Preparatore atletico: Andrea Pozzi
- Massaggiatore: Candy Savoldi

## Rosa
| N° | Nome                | Ruolo | Data di nascita   | Nazionalità sportiva |
| -- | ------------------- | ----- | ----------------- | -------------------- |
| 1  | Andrea Sala         | C     | 27 dicembre 1978  | Italia               |
| 2  | Jeroen Rauwerdink   | S     | 13 settembre 1985 | Paesi Bassi          |
| 3  | Matteo Pesenti      | S     | 7 settembre 1976  | Italia               |
| 4  | Robert Horstink     | S     | 26 dicembre 1981  | Paesi Bassi          |
| 5  | Simone Tiberti      | P     | 13 settembre 1980 | Italia               |
| 6  | Alessandro Paparoni | S     | 17 agosto 1981    | Italia               |
| 7  | Mikko Esko          | P     | 3 settembre 1978  | Finlandia            |
| 8  | Marcello Forni      | C     | 11 agosto 1980    | Italia               |
| 9  | Carlo Mor           | C     | 11 giugno 1989    | Italia               |
| 11 | Daniel Howard       | C     | 13 dicembre 1976  | Australia            |
| 13 | Giacomo Bellei      | S/O   | 7 febbraio 1988   | Italia               |
| 15 | Mauro Gavotto       | S/O   | 16 aprile 1979    | Italia               |
| 17 | Giuseppe Zito       | L     | 30 novembre 1989  | Italia               |
| 18 | Loris Manià         | L     | 27 gennaio 1979   | Italia               |

## Mercato
| Acquisti | Acquisti            | Acquisti         | Acquisti   |
| R.       | Nome                | da               | Modalità   |
| -------- | ------------------- | ---------------- | ---------- |
| S/O      | Giacomo Bellei      | BluVolley Verona | definitivo |
| P        | Mikko Esko          | Sempre Padova    | definitivo |
| S        | Robert Horstink     | Treviso          | definitivo |
| S        | Alessandro Paparoni | Lube             | definitivo |
| S        | Jeroen Rauwerdink   | Dynamo Apeldoorn | definitivo |

| Cessioni | Cessioni          | Cessioni         | Cessioni   |
| R.       | Nome              | a                | Modalità   |
| -------- | ----------------- | ---------------- | ---------- |
| P        | Abdalla Ahmed     | Al-Arabi         | definitivo |
| S        | Maurizio Balbi    | Mondovì          | definitivo |
| S        | Dejan Bojović     | Toray Arrows     | definitivo |
| S        | Marcus Popp       | BluVolley Verona | definitivo |
| P        | Davide Quartarone | Prisma Taranto   | definitivo |
| S        | Péter Veres       | Ural             | definitivo |

## Risultati

### Serie A1

#### Girone di andata
| 1ª giornata - 29 settembre 2008 PalaGeorge, Montichiari     | Gabeca         | 3 - 0 | Modena           | 25-22, 25-22, 25-19               |
| 2ª giornata - 5 ottobre 2008 PalaEvangelisti, Perugia       | Perugia        | 3 - 1 | Gabeca           | 25-20, 20-25, 25-21, 32-30        |
| 3ª giornata - 12 ottobre 2008 PalaGeorge, Montichiari       | Gabeca         | 3 - 0 | Piemonte         | 27-25, 26-24, 25-23               |
| 4ª giornata - 19 ottobre 2008 PalaFabris, Padova            | Sempre Padova  | 1 - 3 | Gabeca           | 25-23, 21-25, 16-25, 17-25        |
| 5ª giornata - 26 ottobre 2008 PalaGeorge, Montichiari       | Gabeca         | 3 - 0 | Forlì            | 25-20, 25-21, 27-25               |
| 6ª giornata - 3 novembre 2008 PalaWojtyla, Martina Franca   | Prisma Taranto | 3 - 1 | Gabeca           | 25-23, 21-25, 27-25, 25-18        |
| 7ª giornata - 9 novembre 2008 PalaGeorge, Montichiari       | Gabeca         | 3 - 1 | Pineto           | 25-21, 24-26, 25-21, 25-16        |
| 8ª giornata - 15 novembre 2008 PalaGeorge, Montichiari      | Gabeca         | 0 - 3 | BluVolley Verona | 23-25, 25-27, 25-21               |
| 9ª giornata - 24 novembre 2008 PalaBanca, Piacenza          | Piacenza       | 1 - 3 | Gabeca           | 26-24, 24-26, 22-25, 22-25        |
| 10ª giornata - 30 novembre 2008 PalaTrento, Trento          | Trentino       | 3 - 0 | Gabeca           | 25-22, 25-23, 25-22               |
| 11ª giornata - 7 dicembre 2008 PalaGeorge, Montichiari      | Gabeca         | 3 - 1 | Treviso          | 25-23, 21-25, 29-27, 25-22        |
| 12ª giornata - 14 dicembre 2008 PalaFontescodella, Macerata | Lube           | 3 - 2 | Gabeca           | 21-25, 25-20, 25-18, 21-25, 15-12 |
| 13ª giornata - 21 dicembre 2008 PalaGeorge, Montichiari     | Gabeca         | 1 - 3 | Callipo          | 26-28, 23-25, 25-16, 20-25        |

#### Girone di ritorno
| 14ª giornata - 28 dicembre 2008 PalaPanini, Modena                | Modena           | 1 - 3 | Gabeca         | 20-25, 20-25, 25-21, 15-25        |
| 15ª giornata - 3 gennaio 2009 PalaGeorge, Montichiari             | Gabeca           | 0 - 3 | Perugia        | 22-25, 18-25, 23-25               |
| 16ª giornata - 6 gennaio 2009 PalaBreBanca, Cuneo                 | Piemonte         | 3 - 0 | Gabeca         | 25-22, 25-21, 25-20               |
| 17ª giornata - 11 gennaio 2009 PalaGeorge, Montichiari            | Gabeca           | 3 - 0 | Sempre Padova  | 25-23, 25-23, 25-21               |
| 18ª giornata - 18 gennaio 2009 PalaGalassi, Forlì                 | Forlì            | 2 - 3 | Gabeca         | 15-25, 25-22, 23-25, 25-16, 12-15 |
| 19ª giornata - 25 gennaio 2009 PalaGeorge, Montichiari            | Gabeca           | 3 - 0 | Prisma Taranto | 25-14, 25-15, 25-23               |
| 20ª giornata - 8 febbraio 2009 PalaMaggetti, Roseto degli Abruzzi | Pineto           | 2 - 3 | Gabeca         | 24-26, 25-21, 25-23, 17-25, 10-15 |
| 21ª giornata - 15 febbraio 2009 PalaOlimpia, Verona               | BluVolley Verona | 3 - 2 | Gabeca         | 27-29, 20-25, 25-19, 26-24, 15-11 |
| 22ª giornata - 22 febbraio 2009 PalaGeorge, Montichiari           | Gabeca           | 2 - 3 | Piacenza       | 25-22, 25-22, 18-25, 22-25, 11-15 |
| 23ª giornata - 1º marzo 2009 PalaGeorge, Montichiari              | Gabeca           | 3 - 1 | Pineto         | 25-19, 25-23, 18-25, 25-19        |
| 24ª giornata - 8 marzo 2009 PalaVerde, Villorba                   | Treviso          | 2 - 3 | Gabeca         | 25-19, 21-25, 22-25, 25-18, 7-15  |
| 25ª giornata - 15 marzo 2009 PalaGeorge, Montichiari              | Gabeca           | 0 - 3 | Lube           | 25-27, 17-25, 22-25               |
| 26ª giornata - 22 marzo 2009 PalaValentia, Vibo Valentia          | Callipo          | 3 - 0 | Gabeca         | 29-27, 25-17, 25-22               |

#### Play-off scudetto
| Quarti di finale (gara 1) - 30 marzo 2009 PalaBreBanca, Cuneo      | Piemonte | 2 - 3 | Gabeca   | 25-16, 27-25, 22-25, 20-25, 13-15 |
| Quarti di finale (gara 2) - 5 aprile 2009 PalaGeorge, Montichiari  | Gabeca   | 3 - 1 | Piemonte | 21-25, 25-21, 25-15, 25-23        |
| Quarti di finale (gara 3) - 8 aprile 2009 PalaBreBanca, Cuneo      | Piemonte | 3 - 1 | Gabeca   | 25-22, 21-25, 25-20, 25-9         |
| Quarti di finale (gara 4) - 11 aprile 2009 PalaGeorge, Montichiari | Gabeca   | 0 - 3 | Piemonte | 22-25, 21-25, 22-25               |
| Quarti di finale (gara 5) - 15 aprile 2009 PalaBreBanca, Cuneo     | Piemonte | 3 - 0 | Gabeca   | 25-21, 25-17, 25-23               |

### Coppa Italia

#### Fase a eliminazione diretta
| Quarti di finale - 29 gennaio 2009 PalaBam, Mantova | Piacenza | 3 - 0 | Gabeca | 25-23, 25-22, 25-22 |

## Statistiche

### Statistiche di squadra
| Competizione | Punti | In casa | In casa | In casa | In trasferta | In trasferta | In trasferta | Totale | Totale | Totale |
| Competizione | Punti | G       | V       | P       | G            | V            | P            | G      | V      | P      |
| ------------ | ----- | ------- | ------- | ------- | ------------ | ------------ | ------------ | ------ | ------ | ------ |
| Serie A1     | 42    | 15      | 9       | 6       | 16           | 7            | 9            | 31     | 16     | 15     |
| Coppa Italia | -     | -       | -       | -       | -            | -            | -            | 1      | 0      | 1      |
| Totale       | -     | 15      | 9       | 6       | 16           | 7            | 9            | 32     | 16     | 16     |

G = partite giocate; V = partite vinte; P = partite perse

### Statistiche dei giocatori
| Giocatore     | Serie A1 | Serie A1 | Serie A1 | Serie A1 | Serie A1 | Coppa Italia | Coppa Italia | Coppa Italia | Coppa Italia | Coppa Italia | Totale | Totale | Totale | Totale | Totale |
| Giocatore     | P        | PT       | AV       | MV       | BV       | P            | PT           | AV           | MV           | BV           | P      | PT     | AV     | MV     | BV     |
| ------------- | -------- | -------- | -------- | -------- | -------- | ------------ | ------------ | ------------ | ------------ | ------------ | ------ | ------ | ------ | ------ | ------ |
| G. Bellei     | 18       | 7        | 7        | 0        | 0        | 0            | 0            | 0            | 0            | 0            | 18     | 7      | 7      | 0      | 0      |
| M. Esko       | 31       | 70       | 32       | 28       | 10       | 1            | 1            | 0            | 0            | 1            | 32     | 71     | 32     | 28     | 11     |
| M. Forni      | 12       | 26       | 14       | 7        | 5        | 0            | 0            | 0            | 0            | 0            | 12     | 26     | 14     | 7      | 5      |
| M. Gavotto    | 31       | 543      | 473      | 29       | 41       | 1            | 15           | 11           | 1            | 3            | 32     | 558    | 484    | 30     | 44     |
| R. Horstink   | 31       | 498      | 423      | 49       | 26       | 1            | 8            | 8            | 0            | 0            | 32     | 506    | 431    | 49     | 26     |
| D. Howard     | 31       | 238      | 143      | 79       | 16       | 1            | 6            | 5            | 0            | 1            | 32     | 244    | 148    | 79     | 17     |
| L. Mania      | 31       | -        | -        | -        | -        | 1            | -            | -            | -            | -            | 32     | -      | -      | -      | -      |
| C. Mor        | 2        | 0        | 0        | 0        | 0        | -            | -            | -            | -            | -            | 2      | 0      | 0      | 0      | 0      |
| A. Paparoni   | 19       | 111      | 97       | 7        | 7        | 1            | 7            | 5            | 0            | 2            | 20     | 118    | 102    | 7      | 9      |
| M. Pesenti    | 23       | 5        | 2        | 1        | 2        | 1            | 0            | 0            | 0            | 0            | 24     | 5      | 2      | 1      | 2      |
| J. Rauwerdink | 29       | 189      | 162      | 19       | 8        | 1            | 1            | 1            | 0            | 0            | 30     | 190    | 163    | 19     | 8      |
| A. Sala       | 31       | 254      | 144      | 91       | 19       | 1            | 6            | 3            | 3            | 0            | 32     | 260    | 147    | 94     | 19     |
| S. Tiberti    | 28       | 4        | 1        | 2        | 1        | 0            | 0            | 0            | 0            | 0            | 28     | 4      | 1      | 2      | 1      |
| G. Zito       | 3        | -        | -        | -        | -        | 0            | -            | -            | -            | -            | 3      | -      | -      | -      | -      |

P = presenze; PT = punti totali; AV = attacchi vincenti; MV = muri vincenti; BV = battute vincenti